# Plocosperma
Plocosperma, monotipski biljni rod smješten u vlastitu porodicu Plocospermataceae, red medićolike. Jedina vrsta je P. buxifolium, srednjoamerička vrsta iz meksičkih država Guerrero, Jalisco, Michoacan, Oaxaca, Puebla i Veracruz, te iz Gvatemale, Nikaragve i Kostarike.

## Opis
Dvodomni grmovi i manja stabla.

## Sinonimi
- Lithophytum violaceum Brandegee
- Plocosperma anomalum S.F. Blake
- Plocosperma microphyllum Baill. ex Soler.